# 萊克克利爾 (紐約州)
萊克克利爾（英語：Lake Clear）是位於美國紐約州富蘭克林縣的非建制地區。

## 歷史
萊克克利爾的郵局自1901年營運至今。

## 地理
萊克克利爾所處的海拔為高於海平面497米（即1631英呎），而該地所採用的時區為UTC-5，即北美东部时区（EST）。同時該地設有夏令時間，為UTC-5調快一小時，即UTC-4（EDT）。